# Eriskirch
Eriskirch es un municipio alemán de unos 4600 habitantes perteneciente al distrito del lago de Constanza en el estado federado de Baden-Wurtemberg.